# Pfarrkirche Purkersdorf

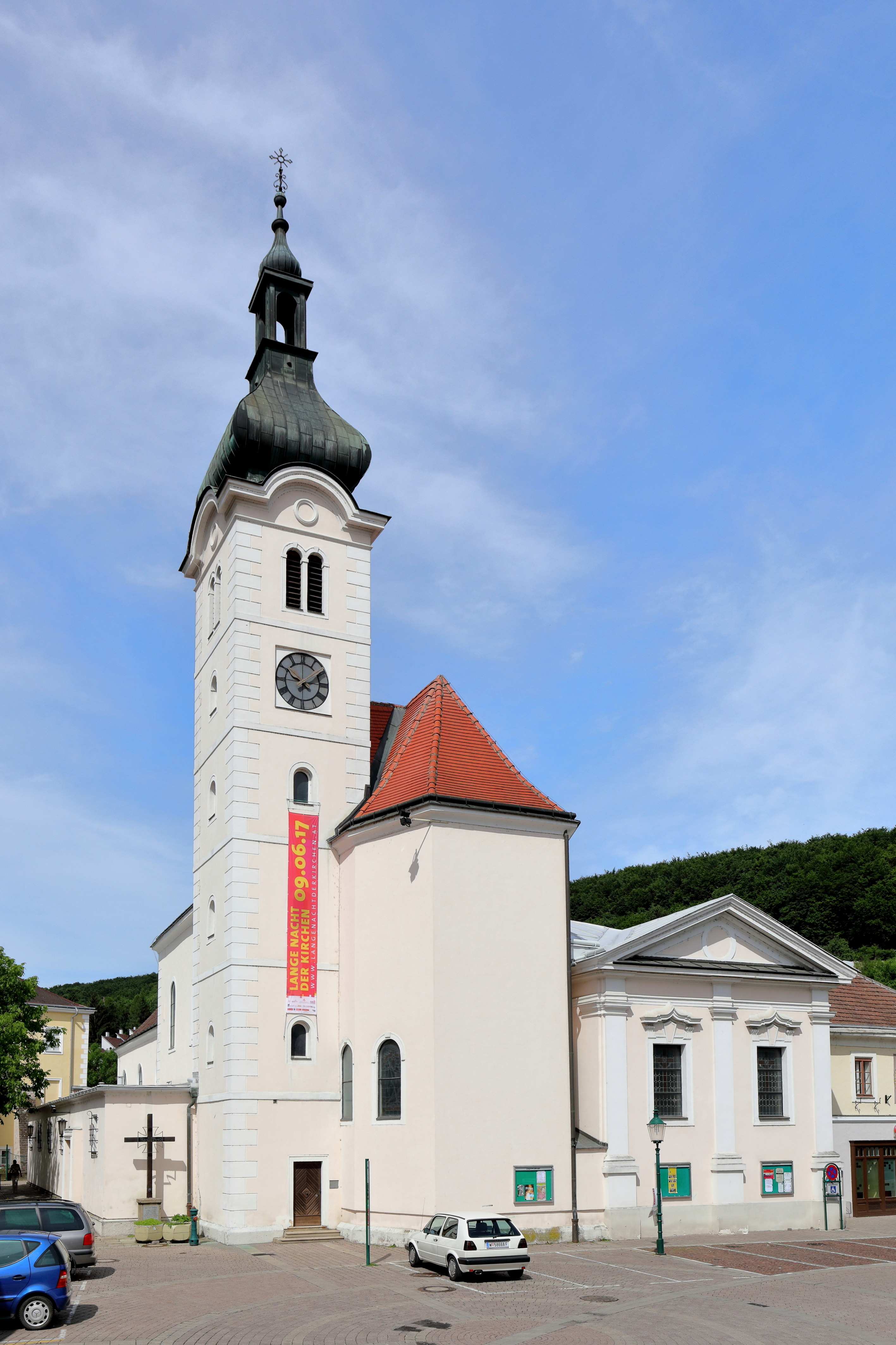
Ostansicht der Pfarrkirche Purkersdorf

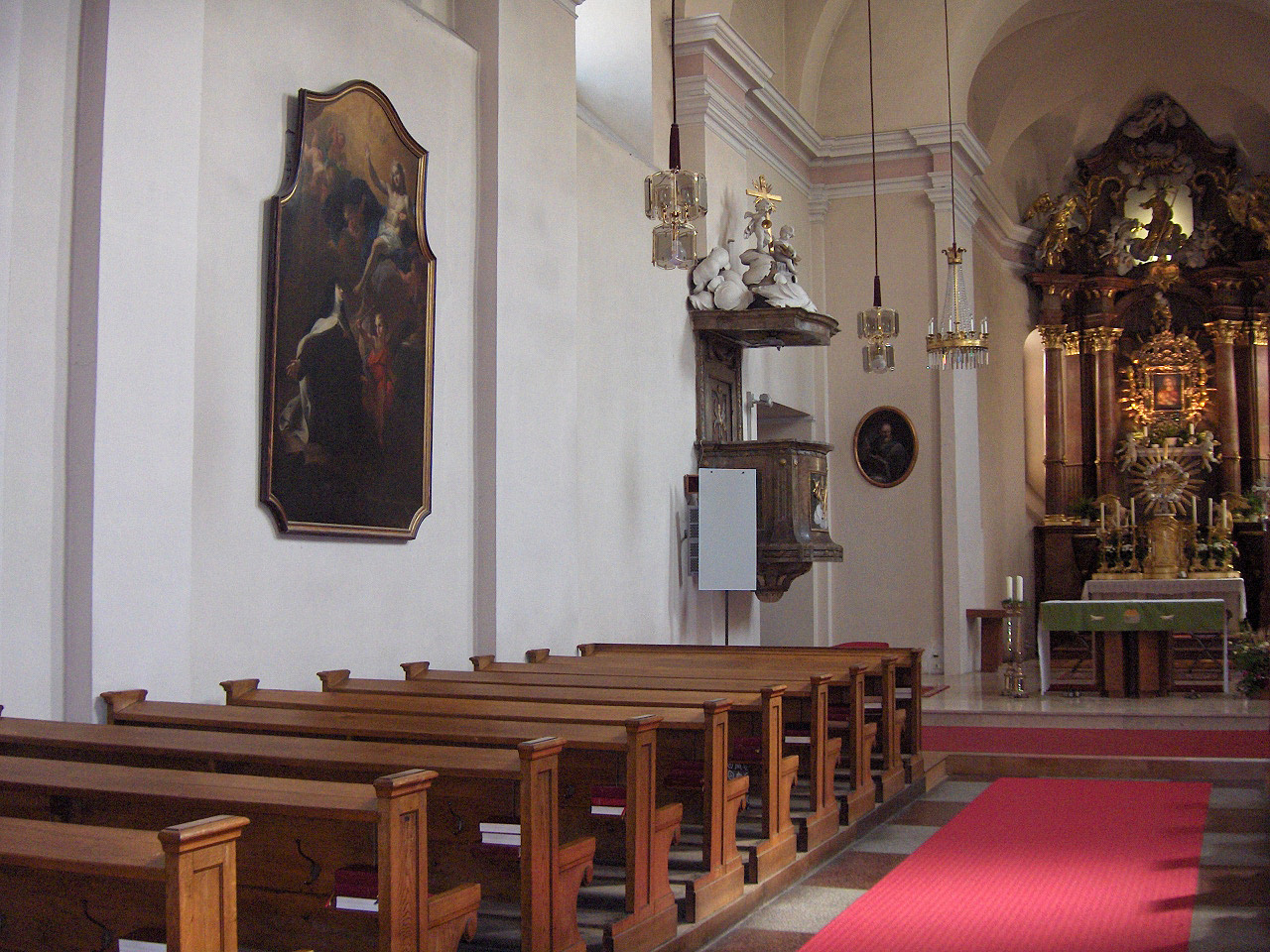
Innenraum

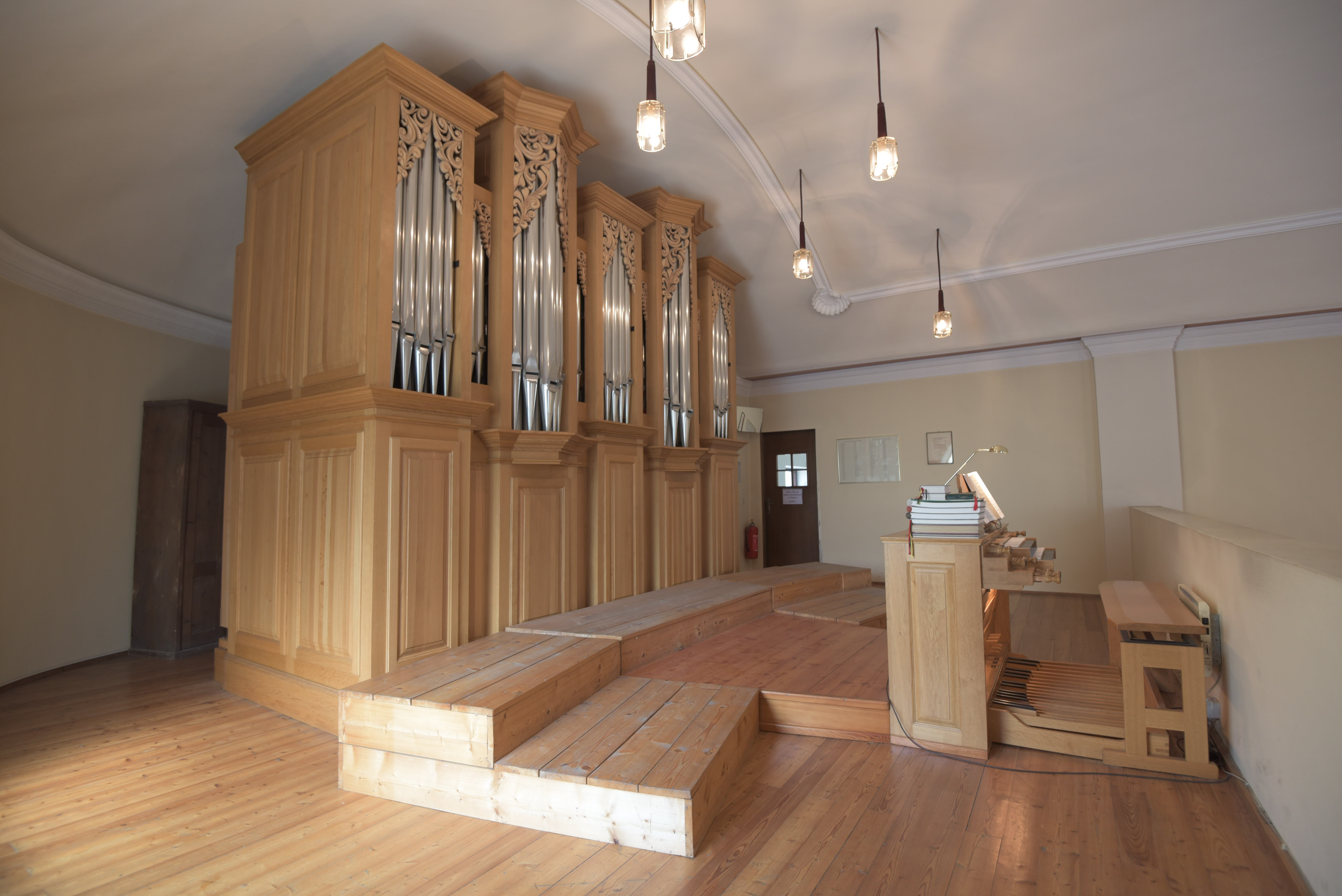
Emporenansicht der Heftner-Orgel

Die Pfarrkirche hl. Jakobus der Ältere ist eine römisch-katholische Pfarrkirche in der niederösterreichischen Stadtgemeinde Purkersdorf. Sie ist dem heiligen Jakobus dem Älteren geweiht und gehört zum Dekanat Purkersdorf bzw. Pfarrverband Wienerwald-Mitte. Die Kirche steht unter Denkmalschutz (Listeneintrag).

## Geschichte
Vor 1333 gab es hier eine Patronatskirche der Grundherrschaft.
Laut Kaufvertrag vom 15. Dezember 1333 haben die Herzöge Albrecht II. und Otto die Burg und Veste zu Purkersdorf mit „Kirchlehen und allem Herrschaftszubehör“ von Reinprecht und Elisabeth von Wallsee erworben.
1500 wurde die landesfürstliche Patronatskirche mit Errichtung des Kaiserlichen Waldamtes im Schloss Purkersdorf von diesem betreut. 1529 fiel sie der Verwüstung durch die Türken zum Opfer und stand 41 Jahre für den Gottesdienst unbrauchbar in der öden Gegend. 1570 ließ Kaiser Maximilian die Kirche für die neuen Ansiedler aus Schwaben wiederherstellen und ausbauen. 1571 musste der damalige Pfarrer Karl Weinmann die Ortschaft verlassen, da er seinen Lebensunterhalt nicht bestreiten konnte. Die Seelsorge musste daraufhin den Kartäusern in Mauerbach übertragen werden. 1621 bestellte Ferdinand II. für Purkersdorf wieder einen Pfarrer mit standesgemäßen Einkünften. Nach der Zerstörung 1683 bei der Zweiten Wiener Türkenbelagerung erfolgte der Wiederaufbau im einfachen, barocken Stil, welcher 1690 abgeschlossen war. Von 1683 bis 1694 betreuten die Augustiner aus Mariabrunn Purkersdorf.
Im Jahr 1726 wurde nordseitig eine Sakristei (Schatzkammer) und eine Taufkapelle angebaut. Am 5. Mai 1727 erfolgte die Übertragung des Gnadenbildes „Maria, Trösterin der Betrübten“ (Madonna lactans) aus der Marienkapelle in die Kirche und es tritt eine zunehmende Wallfahrt ein. Am 23. August 1842 brannte die Kirche und weitere 13 Häuser bei einem Großbrand ab. Im Jahr 1885 erhielt der Kirchturm einen barocken Turmhelm und wurde dadurch um 2 Meter auf eine Gesamthöhe von 33,63 m erhöht.
1909 wurde zum zweiten Mal (erstmals 1768!) ein Kirchenbauverein ins Leben gerufen. Der enorme Bevölkerungszuwachs Purkersdorfs (um das Vierfache in den zurückliegenden 80 Jahren) verlangte einen Um- und Erweiterungsbau. 1935/36 erfolgte dieser endlich, indem nach Plänen von Karl Holey südseitig ein niedriges Seitenschiff angebaut wurde und man das Langhaus Richtung Westen verlängerte, das jetzt mit einem halbrunden Eingangsbereich abschließt.
Schäden, in erster Linie durch späte Kriegseinwirkungen, wurden gleich ab 1945 bis 1976 schrittweise behoben. Eine komplette Revitalisierung und vor allem Innensanierung erfolgte schließlich 1983/84.

## Hochaltar
Die Rundbogennische im Chorraum ist völlig vom Hochaltar ausgefüllt. Dieser ist eine Schöpfung des 18. Jahrhunderts, der Künstler unbekannt, bemerkenswert die harmonische Farbgebung in Braun, Rot und Gold. Zum Altar gehören drei Elemente: der Altartisch aus marmorähnlichem Mannersdorfer Stein. 1935 erneuert; der Tabernakel wird von zwei geflügelten, knieenden, anbetenden Engeln flankiert; darüber eine Scheibe in einem Strahlenkranz mit auf Wolken schwebenden Engelsköpfen, auf ihr ist in hebräischen Buchstaben das Wort JHWH (Gott) geschrieben.
Die mächtige Säulenarchitektur dahinter steht auf einem hohen Sockel, wobei die korinthischen Kapitelle von einem geschwungenen Gebälk gedeckt werden. Dies ergibt einen würdigen Rahmen für das Gnadenbild, das von zwei schwebenden Engeln getragen scheint. Ein reichverzierter, silberner Rokokorahmen, der von Maria Theresia gestiftet worden sein soll, setzt es in den optischen Mittelpunkt.
Bekrönt wird der Hochaltarbereich von einem mit reichem figuralen Schmuck ausgestatteten Aufsatz, der bis ins Gewölbe reicht. Hier befindet sich in einer lichtdurchfluteten Öffnung eine bewegte Skulptur des Hl. Jakobus dem Älteren, der von einer Schar jubelnder Engel umgeben ist. Jakobus der Ältere, Sohn des Zebedäus und der Maria Salome, war einer der zwölf Apostel, Bruder des Apostels Johannes. Er war Leiter der ersten christlichen Gemeinde in Jerusalem und wurde unter Herodes Agrippa I. hingerichtet (spätestens 44 n. Chr.). Nach der Legende wurden seine Gebeine nach Spanien überführt, das Grab angeblich um 820 aufgefunden. Der Heilige wurde anfangs mit Buch, Rolle oder dem Schwert seiner Enthauptung dargestellt, aber vom 14. Jahrhundert an als Schutzpatron der Pilger und Wallfahrer stets in der Tracht eines Pilgers, mit kurzem Mantel und Hut, in Schuhen sowie mit Pilgermuschel, Stab, umgehängter Tasche und Flasche, und eine solche Darstellung findet man hier in Purkersdorf.

## Gnadenbild
Das Gnadenbild soll eine Nachbildung der Madonna Lactans sein, ähnlich dem im Kloster der Heiligen Rosa von Lima. In der byzantinischen Kunst hatten sich bestimmte Madonnentypen entwickelt, die vor allem in der Ikonenmalerei weiterlebten, doch auch in der westeuropäischen Kunst Eingang fanden. Dazu gehört die griechisch Γαλακτοτροφούσα Galaktotrophusa, deutsch ‚Milchspenderin‘. Dieses Motiv findet sich bereits in der ägyptischen Darstellung der Göttin Isis mit dem Horusknaben; die frühesten Beispiele der nährenden Muttergottes sind auf Ägypten beschränkt.
Zahlreiche volkstümliche Abbildungen sollen vom Bild in Lima angefertigt worden sein, eine davon befindet sich wohl in der Jesuitenkirche in Wien, eine andere am Wischehrad in Prag.
Fachleute bezeichnen folgende Merkmale als ikonographische und typologische Äquivalente: Typisierung der Gesichtszüge, Reduktion auf Linie, Verwendung des Rot-Blau-Akkordes in der Farbgebung. Einzigartig ist aber hier die Bekleidung des Jesuskindes: es ist nicht in freier Weise bekleidet, sondern gefascht und gewickelt.

## „Maria Purkerstorff“ – und die Legende
1709 hatte die Besitzerin der Stigl-Mühle (heute Tullnerbachstraße 4–6 bzw. Fürstenberggasse 3 bzw. Schöffelgasse 16) Helena Wöhrl (Wehrl) dieses in seiner Motivation kostbar-seltene Bild (Nachbildung, übernommen aus Peru, Jesuiten-Mission) erworben. Es könnte sich dabei um eine stellvertretend abgestattete Dankesschuld gehandelt haben (Zweite Wiener Türkenbelagerung 1683). Darüber dürfte die Legendenbildung einigermaßen den Tatsachen entsprechen. Völlig aus der Luft gegriffen dazu ist die Mär vom angeschwemmten Madonnenbild, das auch einmal Blut geschwitzt haben soll (Schwemm-Legenden waren im Mittelalter und damals wieder vielfach im Umlauf).
Der Pest fiel 1713 mit einem Großteil der ortsansässigen Bevölkerung auch das Müllerehepaar Wöhrl zum Opfer, nicht aber die Tochter, die 20-jährige Anna Maria Grueber aus der ersten Ehe der Müllerin. Diese Tochter betete täglich vor dem auf einem „Taferlbaum“ (vermutlich im Bereich der heutigen Kastanien-Allee) befestigten Gnadenbild und schrieb ihr Überleben ihrer frommen Andachtsübung zu. Sie sah immer mehr und mehr Mitbeter – bis schließlich eine Wallfahrtsbewegung daraus wurde, ab 1727 mit dem Gnadenbild in der Pfarrkirche. Eine Kopie (aus 1917) befindet sich in der Deutschwald-Marienkapelle in der Schöffelgasse, nahe der seinerzeitigen Stigl-Mühle. 
Das (eigentliche) Gnadenbild erhielt den Titel „Trösterin der Betrübten“. Trotz des anfänglichen Widerstands des damals für den Raum Purkersdorf zuständigen passauischen Konsistoriums entwickelte sich bald eine außerordentliche selbständige Kultdynamik. Auch Maria Theresia besuchte das Gnadenbild gern und oft. Ihr gleich wallfahrteten vor allem viele Wiener hierher, die Wiener Nadlerzunft auch nach dem Wallfahrtsverbot Kaiser Josephs II. (1782), bis 1938 und vereinzelt darüber hinaus.

## Kircheninneres
Das Mauerwerk des Presbyteriums wird in seinem unteren Teil durch drei rundbogige, glasbemahlte Fenster in schräger Laibung gegliedert. Im ersten Fenster ist der Heilige Leopold dargestellt. Das zweite Fenster ist dem Kirchenpatron, dem Heiligen Jakobus dem Älteren, gewidmet, und das dritte Fenster zeigt die Heilige Theresia von Lisieux.
Die Kanzel, deren Aufgang bis 1935 über die Sakristei und Schatzkammer führte, wurde damals neu gestaltet, nur der Kanzeldeckel, auf dem ein Kreuz und auf Wolken thronender Engel mit Trompete und Buch zu sehen sind, stammt noch aus dem 18. Jahrhundert. Der separate Aufgang zur Kanzel von 1935 wurde im Zuge der Innenrenovierung 1983/1984 wieder entfernt.
Die Kristallluster im Altarraum sind Jugendstilluster, während die restliche Beleuchtung des Hauptschiffes anlässlich der Restaurierung 1984 modernisiert wurde.
An der Nordwand befindet sich ein aus der Barockzeit stammendes Gemälde, das aus der Kartause Mauerbach in unsere Pfarrkirche gelangte, nämlich die Darstellung der Hl. Theresia von Avila. Der Maler des Bildes ist unbekannt, es wurde 1989 restauriert.
Der Kreuzweg aus 1951, vierzehn Reliefbilder von Josef Humplik, wurde 1984 vom Hauptschiff ins Seitenschiff transferiert und neu bronziert. Der Purkersdorfer Humplik, ein Künstler, der dem Secessionismus sehr nahe stand, schuf die Plastiken für die Kirche unter Pfarrer Karl Heßle.
Die Beleuchtung des Seitenschiffes erfolgt durch Glasfenster, die ebenfalls ein Purkersdorfer Künstler, Horst Aschermann, geschaffen hat. Eines der Hauptthemen seines Œuvres ist die Darstellung der Genesis (bekannt sind seine Relieftafeln der „Hetzendorfer Genesis“). Hier wurde mit Antikglas gearbeitet, nach klassischer Methode, mit Bleifassung der einzelnen Teile.
Im Eingangsbereich in einer Nische, befindet sich auf einem Sockel die Büste von Judas Thaddäus, ebenfalls ein Werk von Humplik.

## Orgel
Ende 1992 wurde der Auftrag zum Orgelneubau an den Orgelbaumeister Friedrich Heftner vergeben. Die Kauffmann-Orgel aus 1940 erlaubte keine weitere Reparaturen mehr.
Das Konzept der Orgel wurde von folgenden Erwägungen getragen: Das Gehäuse soll dem schlichten Barock der Pfarrkirche angepasst sein und auf die räumlichen Verhältnisse, besonders die Niedrigkeit des Chores Bedacht nehmen. Weiters sollte das klangliche Konzept so ausgelegt sein, dass das Intrument möglichst vielfältigen Ansprüchen in seiner gottesdienstlichen und konzertanten Verwendung genügt.
Da der verfügbare Platz, vor allem die Höhe des vorhandenen Raumes gering ist, war es erforderlich, ein einzigartiges Konzept in der technischen Ausführung zu realisieren. So haben die 20 Register auf zwei Manualen und Pedalwerk eine gemeinsame Windlade, die Drillingslade. Die Orgel hat 1326 Pfeifen, wobei 86 aus Holz (Fichte, Eiche), alle anderen aus Zinn-Blei-Legierung gefertigt sind.
Am 25. Juli 1995 wurde die Orgel im Rahmen des Patroziniums durch Kardinal Hans Hermann Groër feierlich geweiht.

## Glocken
Die Pfarrkirche besitzt 5 Glocken. Die drei größeren wurden in St. Florian gegossen und am 26. Mai 1957 geweiht.
Im Jahr 2009 wurde anlässlich des Paulusjahres in der Glockengießerei Grassmayer eine weitere Glocke gegossen. Zusammen mit der alten Friedhofsglocke, welche funktionslos im Turm hing, bilden die Glocken nun ein 5-stimmiges Geläute.
| Glocke | Name                        | Schlagton (a1 = 435 Hz) | Gewicht | Gießjahr | Gießerei    |
| ------ | --------------------------- | ----------------------- | ------- | -------- | ----------- |
| 1      | Josefs- oder Kriegerglocke  | gis                     | 460 kg  | 1957     | St. Florian |
| 2      | Marien- oder Friedensglocke | h                       | 285 kg  | 1957     | St. Florian |
| 3      | Jakobus- oder Heimatglocke  | cis                     | 195 kg  | 1957     | St. Florian |
| 4      | Paulusglocke                | ?                       | ? kg    | 2009     | Grassmayer  |
| 5      | Florian- und Leopoldglocke  | ?                       | ? kg    | ????     | ??          |